# Westbrook (Minnesota)
Westbrook è una città degli Stati Uniti d'America, situata in Minnesota, nella contea di Cottonwood.